# Lev Jakovlevics Rohlin
Lev Jakovlevics Rohlin (oroszul: Лев Яковлевич Рохлин; Aral, 1947. július 6. – Klokovo, 1998. július 3.) orosz altábornagy, politikus.

## Családja
Apját 1948-ban letartóztatták és a Gulagra vitték. Anyja később három gyermekével Taskentbe költözött.

## Tanulmányai
- Taskenti Összfegyvernemi Parancsnoki Katonai Főiskola (1970)
- Frunze Összfegyvernemi Parancsnoki Akadémia
- Vezérkari Akadémia (1993)

## Pályafutása
Iskoláit kiváló eredménnyel végezte el, majd a szakaszparancsnoki beosztástói a hadtestparancsnoki pozícióig minden szinten tapasztalatokat szerzett a szovjet, majd az orosz hadseregben. 
Első tiszti beosztását a Német Demokratikus Köztársaság-ban, a Wurzen melletti szovjet helyőrségben kapta. Ezután szolgált a sarkköri alakulatoknál, majd szolgált a Leningrádi, Turkesztáni és a Kaukázuson-túli Katonai Körzet különböző egységeinél és magasabbegységeinél.
1982–1984 között Afganisztánban ezred-, majd hadosztályparancsnok volt.
A Szovjetunió felbomlása után végezte el a Vezérkari Akadémiát elvégzését, ezt követően a volgográdi 8. hadtest parancsnokává nevezték ki. 1994. december 1-től 1995 februárjáig a 8. hadtest parancsnokaként részt vett az első csecsen háborúban. Sikeresen, csapatai lehető legkisebb veszteségével vett részt Groznij elfoglalásában. Ez utóbbi teljesítményéért felterjesztették az Oroszország Hőse kitüntető címre, amit visszautasított, mondván, hogy a polgárháború nem hoz dicsőséget a katonai vezetők számára, az szerencsétlenség minden résztvevő számára.
Ezután a politika felé fordult, és az 1995. évi parlamenti választásokon a Nas Dom Rosszija nevű tömörülés színeiben bejutott az Állami Dumába, majd 1996-ban a Védelmi Bizottság elnökévé választották. Határozott küzdelmet folytatott a hadseregben eluralkodó korrupció ellen. 1997 szeptemberében kilépett parlamenti frakciójából. 1998. május 20-án a rendkívül szókimondó tábornokot leváltották a Védelmi Bizottság elnöki tisztségéből. Ekkor saját politikai mozgalmat hozott létre „a hadsereg, a hadiipar és a hadtudomány támogatására” együtt olyan személyiségekkel, mint 
mint a korábbi védelmi miniszter, Igor Nyikolajevics  Rogyionov, a volt KGB-főnök, Vlagyimir Alekszandrovics Krjucskov vagy a Légideszant-csapatok volt parancsnoka, Vlagyimir Acsalov tábornok. 
1998. július 2-áról 3-ára virradó éjjel, a Moszkva melletti nyaralójában – a hivatalos vizsgálat szerint – a felesége családi viszályt követően lelőtte. A feleségét letartóztatták, majd hosszú vizsgálati fogságot követően felfüggesztett szabadságvesztésre ítélték. 
A tábornok halála körül sok volt a rejtély. A gyilkosság napján a nyaraló közelében egy kiégett gépkocsit találtak, benne három összeégett
holttesttel. A 2010-es évek elején több írás is megjelent arról, hogy a Borisz Jelcin elhatalmasodó alkoholizmusa miatt gyengülő vezetés ellen a tábornok katonai puccsot tervezett, amihez sikerült megnyernie a hadsereg több elégedetlenkedő vezetőjét, és ezért gyilkoltatták meg.

## Forrás
- ↑ Tömösváry: Tömösváry Zsigmond: A hagymakupolák árnyékában: Egy katonadiplomata visszaemlékezései. Budapest: Zrínyi. 2018.   374–375. o. ISBN 978 963 327 728 7